# Cromosoma 1
El cromosoma 1 és, per convenció, el cromosoma humà més gran. Les cèl·lules somàtiques en contenen dues còpies, les germinals únicament en presenten una còpia. Forma part dels autosomes o cromosomes no sexuals. Està constituït per uns 247 milions parells de bases, representant el 8% de l'ADN i es creu que conté 4220 gens.

## Gens

Cromosoma 1 humà.

Els següents són alguns gens localitzats al cromosoma 1.
- ACADM: deshidrogenasa de l'acil-coenzim A, cadena recta del C-4 al C-12
- ASPM: determinant de la mida cerebral
- COL11A1: col·lagen, tipus XI, alfa 1
- CPT2: palmitoiltransferasa II de la carnitina
- DBT: transciclasa dihidrolipoamida de cadena ramificada E2
- DIRAS3: família DIRAS, unidor a GTP semblant a RAS 3
- ESPN: espin (autosomal recessive deafness 36)
- F5: factor de coagulació V
- FMO3: flavin containing monooxygenase 3
- GALE: UDP-galactosa-4-epimerasa
- GBA: glucosidasa, beta; (inclou glucosilceramidasa) (gen de la malaltia de Gaucher)
- GJB3: proteïna d'ensamblatge gap, beta 3, 31kDa
- GLC1A: gen del glaucoma
- HFE2: hemocromatosi tipus 2 (juvenil)
- HMGCL: liasa del 3-hidroximetil-3-metilglutaril-coenzim A (hidroximetilglutaricaciduria)
- HPC1: gen del càncer de pròstata
- IRF6: gen de la formació de teixit connectiu
- KCNQ4: potassium voltage-gated channel, KQT-like subfamily, member 4
- KIF1B: membre 1B de la família de les kinesines
- LMNA: lamina A/C
- MFN2: mitofusina 2
- MPZ: myelin protein zero (Charcot-Marie-Tooth neuropathy 1B)
- MTHFR: 5,10-methylenetetrahydrofolate reductase (NADPH)
- MTR: metiltransferasa del 5-metiltetrahidrofolat-homocisteïna
- MUTYH: homòleg del mutY (E. coli)
- PARK7: malaltia de Parkinson (autosomal recessive, early onset) 7
- PINK1: PTEN induït per kinasa 1 putativa
- PLOD1: procol·lagen-lisins 1, 2-oxoglutarat 5-dioxigenasa 1
- PPOX: oxidasa del protoporfirinogen
- PSEN2: presenilina 2 (malaltia de l'Alzheimer 4)
- SDHB: subunitat B del complex de la deshidrogenasa del succinat
- TSHB: hormona estimuladora de les tiroides, beta
- UROD: descarboxilasa de l'uroporfirinogen (el gen per a la porfíria cutània tarda)
- USH2A: síndrome d'Usher 2A (autosòmica recessiva, mild)

## Malalties associades
- Malaltia d'Alzheimer
- Malaltia d'Alzheimer, tipus 4
- Càncer de mama
- Deficiència de Carnitina palmitoiltransferasa II
- Malaltia de Charcot-Marie-Tooth
- Malaltia de Charcot-Marie-Tooth, tipus 1
- Malaltia de Charcot-Marie-Tooth, tipus 2
- colagenopatiess, tipus II i XI
- hipotiroidisme congènit
- Sordera, sordera autosòmica recessiva 36
- Síndrome d'Ehlers-Danlos
- Síndrome d'Ehlers-Danlos, tipus cifoescoliosi
- Factor V Leiden trombofília
- poliposi adenomatosa familiar
- galactosemia
- Malaltia de Gaucher
- Malalatia de Gaucher tipus 1
- Malaltia de Gaucher tipus 2
- Malaltia de Gaucher tipus 3
- Glaucoma
- Hemocromatosi
- Hemocromatosi, tipus 2
- porfíria hepatoeritropoyètica
- Homocistinuria
- Síndrome Progeria Hutchinson Gilford
- Deficiència de 3-hidroxi-3-metilglutaril-CoA liasa
- Malaltia de l'orina del xarop de l'arce
- Deficiència de la cadena mitjana d'acil-coenzima A dehidrogenasa
- Síndrome de Muckle-Wells
- Malaltia de Parkinson
- Feochromocitoma
- porfíria
- càncer de pròstata
- Síndrome de Stickler
- trimetilaminuria
- Síndrome d'Usher
- Síndrome d'Usher tipus II
- Síndrome de Van der Woude